# ملعب زاخو الدولي
ملعب زاخو الدولي (بالكردية: یاریگەها نێودەولەتیا زاخو)‏ هو ملعب متعدد الأغراض في زاخو، اقلیم کردستان، يستخدم في الغالب لمباريات كرة القدم، وهو ملعب نادي زاخو الذي يلعب في الدوري العراقي الممتاز، الملعب يستوعب 25000 متفرج. يحتوي على 20 بوابة دخول وخروج، استغرق بناءه حوالي 3 سنوات (من 2012 إلى 2015) بتكلفة إجمالية قدرها 20 مليون دولار.

## معرض الصور

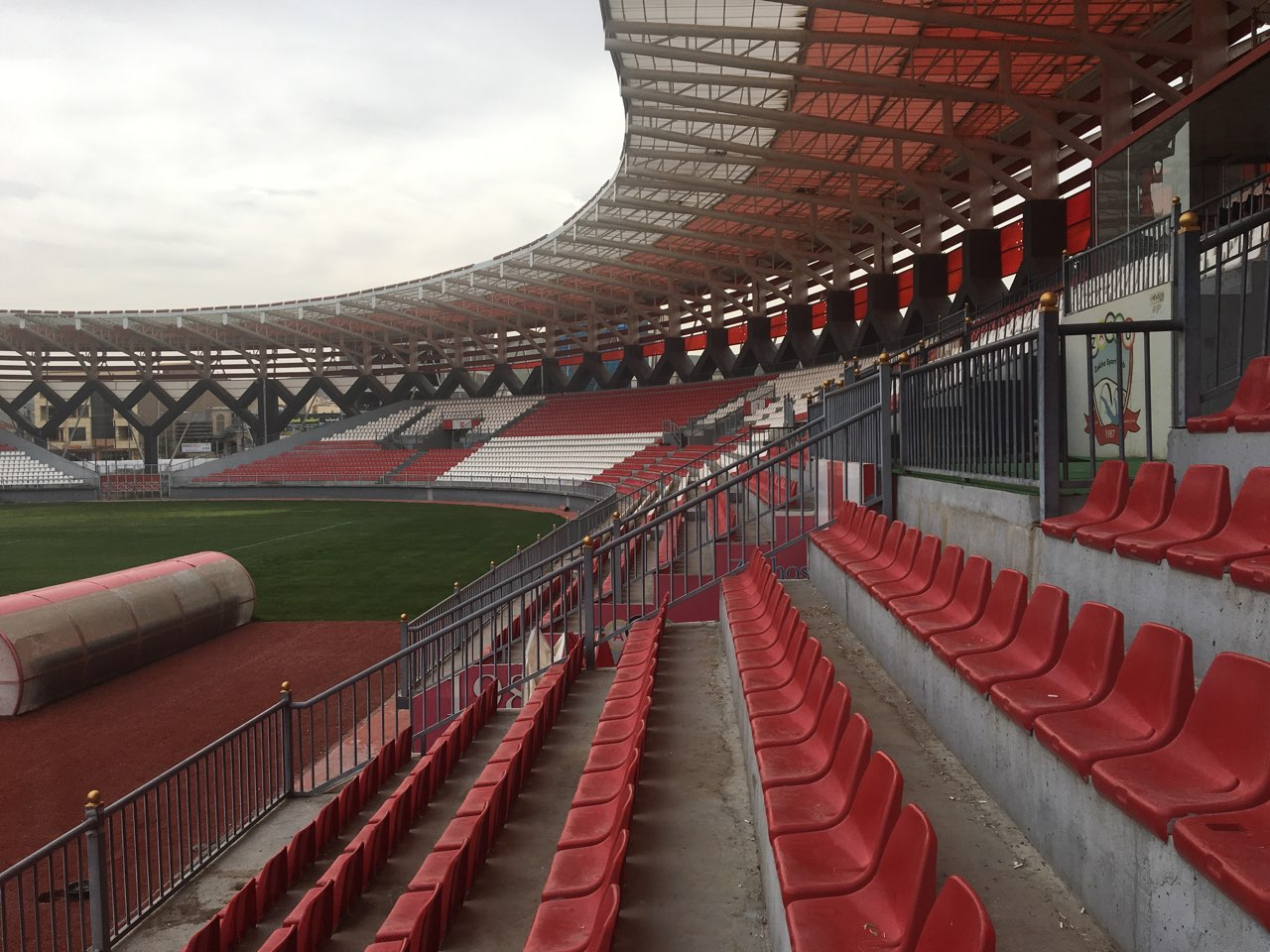
مقاعد الملعب ملونة باللونين الأحمر والأبيض، وهي ألوان النادي.
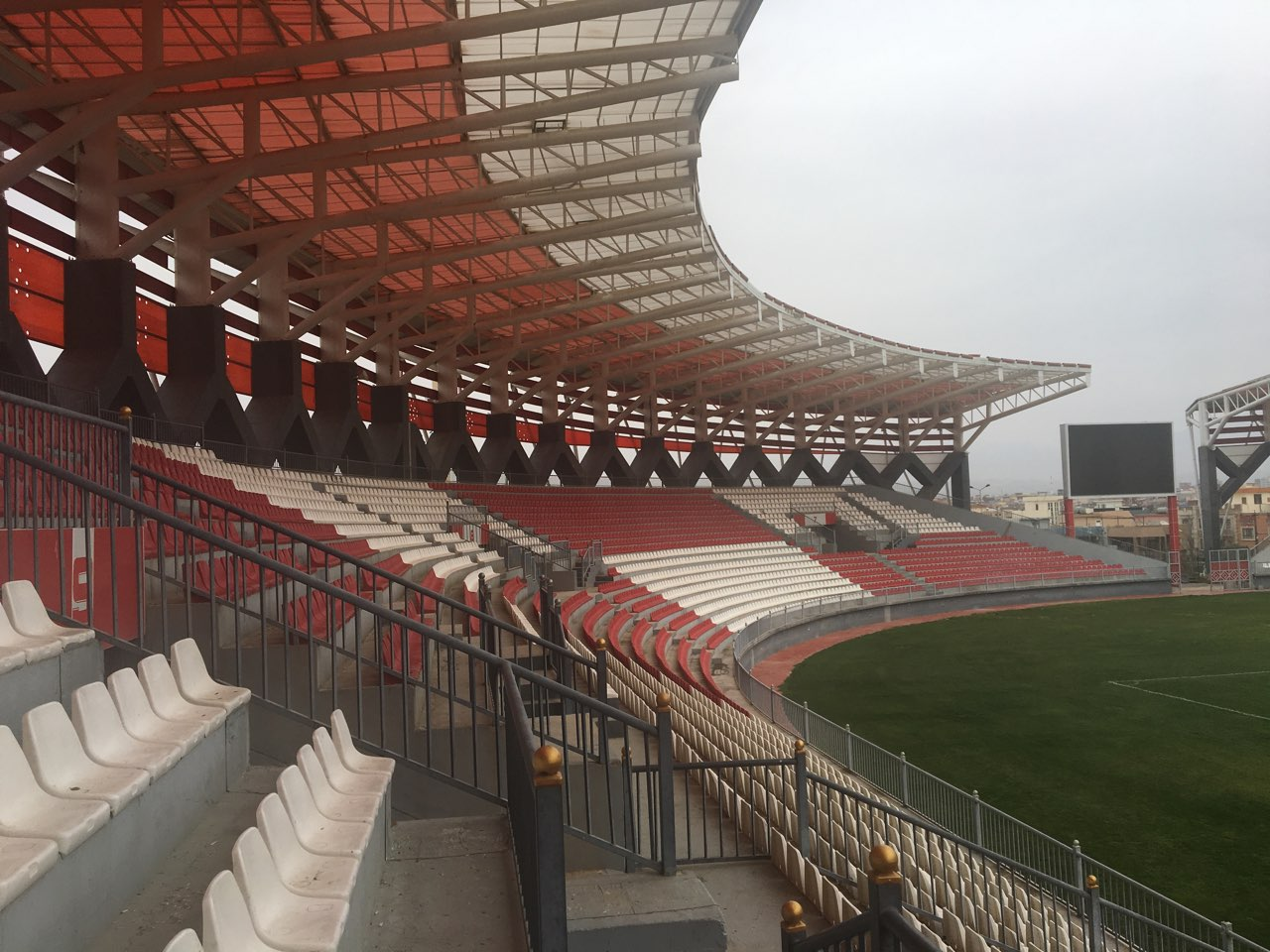
لوحة نتائج إلكترونية.
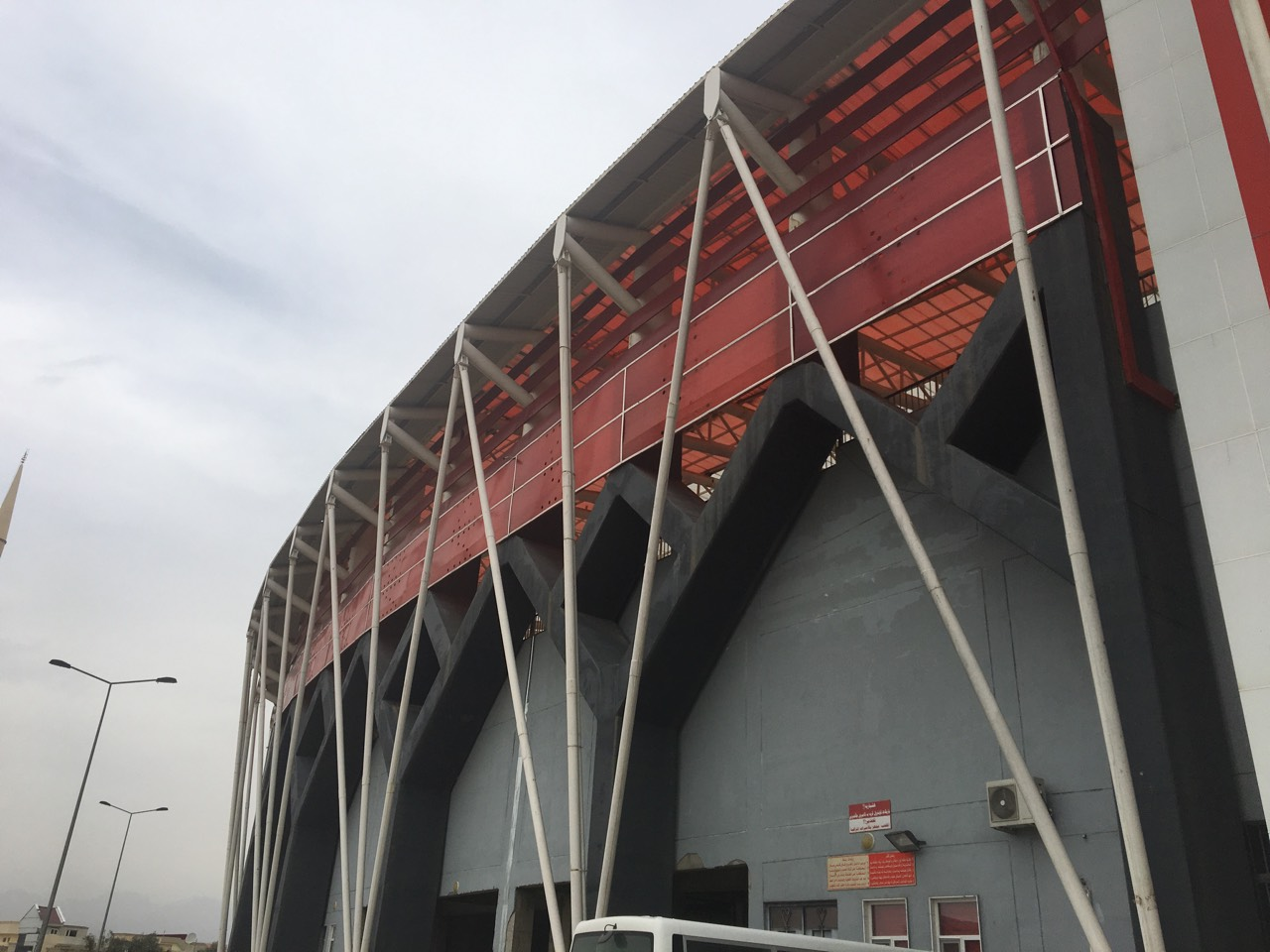
الواجهة الخارجية للملعب.